# Вехець
Вехець або Вехец (словац. Vechec) — село в Словаччині, Врановському окрузі Пряшівського краю. Розташоване в східній частині Словаччини в куті Східнословацької низовини вимеженому рікою Ондава в Подсланській височині. Протікає річка Ломніца.
Уперше згадується у 1402 році.

## Пам'ятки
- садиба з початку 17 століття в стилі ренесансу

### Храми
У селі є римо-католицький костел 1920 року, збудований на місці старішого костела (1817) в стилі класицизму та греко-католицька церква Найсвятішого Серця Спасителя з 1932 року в стилі необароко—класицизму, в 1945 році перебудована.

## Населення
| Рік:            | 1993 | 2003     | 2013     | 2023    |
| --------------- | ---- | -------- | -------- | ------- |
| Кількість осіб: | 1889 | 2300     | 2786     | 2982    |
| Різниця:        |      | +21,75 % | +21,13 % | +7,03 % |

| Рік:            | 2022 | 2023    |
| --------------- | ---- | ------- |
| Кількість осіб: | 2944 | 2982    |
| Різниця:        |      | +1,29 % |

У селі проживає 2738 осіб.
Національний склад населення (за даними перепису 2001 року):
- словаки — 85,63 %,
- цигани — 13,90 %,
- чехи — 0,09 %,
- угорці — 0,05 %.

Склад населення за приналежністю до релігії станом на 2001 рік:
- римо-католики — 67,73 %,
- греко-католики — 13,61 %,
- протестанти — 0,94 %,
- не вважають себе вірянами або не належать до жодної вищезгаданої конфесії — 17,57 %.